# Henry Catherine Brenet
 (mai 2025).
Henry Catherine Brenet est un homme politique français né le 23 novembre 1764 à Moissey (Jura) et mort le 3 mai 1824 à Paris.

## Biographie
Après avoir suivi deux ans les cours de la faculté de Besançon, il vint achever ses études médicales à Paris, et fut reçu docteur en médecine avec l'éloge de ses maîtres Louis, Vicq d’Azyr et Portal. S’étant établi en 1790 à Dijon, il s'opposa par principe à la révolution, et fut enfermé pendant la Terreur au château de Dijon. Son insouciance apparente trompa ses gardiens, et il profita de la sécurité qu’il avait su leur inspirer pour s’échapper en escaladant une muraille ; mais, informé qu’une épidémie venait de se manifester dans les hôpitaux de Dijon, il n’hésita pas à soigner les malades, et cette action lui valut la liberté. Dès lors Brenet fut placé par l’opinion au rang des premiers praticiens de Dijon. 
Persuadé qu’on ne trouve dans les livres que des doctrines et des hypothèses, il lisait peu, mais il observait beaucoup, et il arrivait rarement qu’il se trompât ; mais rien ne pouvait le faire revenir du jugement qu’il avait une fois porté. Son ton brusque et tranchant, loin de nuire à sa réputation, contribua beaucoup à l’étendre. 
Connu par son attachement indéfectible à la monarchie, il fut élu député par le département de la Côte-d’Or à la chambre de 1815. Il s’y fit remarquer par la fermeté de ses principes : dans la discussion sur le projet de vendre les biens publics, il réfuta les arguments du ministère dans un discours qu’il fit imprimer a ses frais. Éloigné de la scène politique par la dissolution de la Chambre introuvable, il ne fut réélu qu’en 1820, et dès lors il ne cessa plus d’y siéger à droite. 
Membre de toutes les commissions importantes, il se livrait à l’examen des questions et tant que ses forces le lui permirent, il ne cessa pas un instant de prendre part aux travaux de la chambre. Une indisposition l'obligea un jour de quitter l'Assemblée. Il fut emporté peu après par une attaque d’apoplexie, le 3 mai 1824. 
Brenet avait été décoré de l’ordre de la Légion d’honneur ; il était membre de l’académie royale de médecine, et de celle de Dijon, où son éloge fut prononcé par le docteur Salgues.